# گابریل لانگفلد
گابریل لانگْ‌فلِد (انگلیسی: Gabriel Langfeldt؛ (۲۳ دسامبر ۱۸۹۵–۲۸ اکتبر ۱۹۸۳)، یک روان‌پزشک نروژی که بعد از جنگ جهانی دوم، بین سال‌های سال ۱۹۴۶ تا ۱۹۶۱ میلادی، رئیس کمیسیون پزشکی قانونی نروژ بود.
گابریل لانگْ‌فلِد پس از شکست قوای هیتلری و آزادی نروژ، نقش عمده ای در محاکمات افراد متهم به جنایات جنگی و خیانت داشت. او پدیده نازیسم را از دیدگاه روان‌شناسی مورد مطالعه قرار داد و ضعف بررسی سلامت روانی متهمین را مورد انتقاد قرار داد. از جمله موارد معروفی که حضور یا نظرات وی در جریان محاکمات بحث‌انگیز بوده‌است یکی محاکمه کنوت هامسون و دیگری دادگاه ویدکون کوئیسلینگ، بوده‌است.

## جوانی و تحصیل
گابریل لانگْ‌فلِد، در ۲۳ دسامبر ۱۸۹۵ در شهر کریستیان‌ساند، در جنوب کشور نروژ به دنیا آمد. پدر وی مدیر یک بانک بود. وی کوچک‌ترین فرزند در خانواده ای پر جمعیت بود. کودکی او در زادگاهش سپری شد و تحصیلات متوسطه او نیز در مدرسه کلیسای جامع کریستیان‌ساند، در سال ۱۹۱۴ میلادی، پایان یافت. گابریل لانگْ‌فلِد، سپس به اسلو سفر کرد و در سال ۱۹۲۰ از دانشگاه اسلو مدرک دکترای پزشکی دریافت کرد. بعد از اتمام تحصیلات پزشکی عمومی او در یکی از شهرهای استان تلمارک به عنوان پزشک شهرداری خدمت کرد. سپس به برگن منقل شد و بعد از چند سال خدمت در چند بیمارستان مختلف، وی چند سال آخر را تا سال ۱۹۳۵ میلادی به عنوان پزشک قانونی در استخدام پلیس برگن بود.
در سال ۱۹۳۵ میلادی، گابریل لانگْ‌فلِد، در کلینیک روان‌پزشکی که امروز متعلق به دانشگاه اسلو است استخدام شد. سپس در سال ۱۹۴۰ او به عنوان جانشین پروفسور راگنار وگت، که درآن زمان تنها استاد فوق دکترای روان‌پزشکی در نروژ بود، ریاست کلنیک امراض روانی را بر عهده گرفت. همان سال گابریل لانگْ‌فلِد، توسط شورای اداری بیمارستان به عنوان استاد و پزشک ارشد برگزیده شد. در سال ۱۹۴۵ میلادی، با فرمان پادشاهی، وی در همان مقام ابقاء شد، که در آن زمان مهم‌ترین موقعیت در روان‌پزشکی نروژ به‌شمار می‌رفت. گابریل لانگْ‌فلِد، از همان زمانی که به عنوان پزشک قانونی در برگن خدمت می‌کرد، به زندانی شدن افرادی که از بیماری‌های روانی رنج می‌بردند، شدیداً معترض بود. در همین ارتباط به همت وی، اولین بخش نظارت و مراقبت از بیماران روانی حاد در برگن تأسیس شد تا افراد بیمار تا زمان تعیین تکلیف از تعرضات غیر تخصصی محفوظ باشند. گابریل لانگْ‌فلِد، همچنین یکی از بنیانگذاران انجمن بهداشت روانی برگن بود.

## سابقه علمی
در سال ۱۹۲۶ میلادی، گابریل لانگفلد، بعد از تسلیم پایان‌نامه تحصیلی خود در مورد نقش  غده‌های درون ریز و دستگاه عصبی خودمختار در بروز بیماری اسکیزوفرنی، موفق به دریافت درجه دکترا در رشته پزشکی شد. پایان‌نامه تحصیلی گابریل لانگفلد، مقدمه ای بود برای پیگیری تحقیقات گسترده در مورد بیماری اسکیزوفرنی که در سالهای بعدی توسط او و همکارانش به انجام رسید. دکتر گابریل لانگفلد، در سال ۱۹۲۹ بر اساس مطالعاتش روی دستگاه عصبی خودمختار و نقش عملی آن در بروز اختلالات عصبی و روانی، موفق به دریافت مدال طلا شد. علایق دکتر گابریل لانگفلد، به جوانب و تبعات قانونی بیماریهای روانی در سال ۱۹۳۶ در پایان‌نامه فوق دکترای وی منعکس شده‌است. از دکتر گابریل لانگفلد، مقالات متعددی در مورد مراحل رشد و بروز بیماری اسکیزوفرنی، باقی مانده‌است. نکته مهم در مطالعات گابریل لانگفلد، پیرامون بیماری اسکیزوفرنی، تمایز بیماری اسکیزوفرنی واقعی از موارد کاذبی بود که وی آنها را (شبه اسکیزوفرنی) نامید. علی‌رغم شباهت ظاهری اسکیزوفرنی واقعی به انواع کاذب آن، تعدادی از نشانه‌های اصلی در انواع کاذب وجود نداشت. تشخیص این تفاوت تأثیر بسزایی در سطح بین‌المللی داشت و بعد از تصحیح و تکمیل در حال حاضر، در سیستم‌های بین‌المللی تشخیص بیماری اسکیزوفرنی مورد استفاده قرار می‌گیرد. از جمله آثار دیگر گابریل لانگفلد، که به صورت مکتوب منتشر شده‌است یکی (ذهن بیش از حد حساس) در سال ۱۹۵۱ و دیگری (نشانه‌های حسادت شهوانی) در سال ۱۹۶۱ میلادی است.

کتابهای آموزشی گابریل لانگْ‌فلِد، در بین روانپزشکان و وکلای نروژی و کشورهای نوردیک، کاربرد زیادی داشته‌است. بعد از پایان جنگ جهانی دوم، بین سالهای ۱۹۴۶ تا ۱۹۶۵ میلادی دکتر گابریل لانگْ‌فلِد، روان‌پزشک برجسته و رئیس کمیسیون پزشکی قانونی نروژ بوده‌است. وی از جمله در پرونده خیانت  کنوت هامسون به عنوان کارشناس شراکت داشت. در این پرونده هامسون دارای ضعف مزمن قوای فکری تشخیص داده شد. این تشخیص گر چه مورد تأیید اکثر کارشناسان بود اما با انتقاد و اعتراض شدید افراد متفرقه روبرو شد. گابریل لانگْ‌فلِد، معتقد بود که متن اطلاعیه این تشخیص به خوبی تنظیم نشده و باعث ابهام مردم عادی می‌شود؛ زیرا افراد عادی از یک طرف ضعف قوای فکری را با عقب ماندگی ذهنی، هم‌معنی می‌دانند و از طرف دیگر به جدیت این مسئله واقف نیستند. او سالها برای توضیح بهتر این تشخیص، که دارای اعتبار علمی و قانونی است، تلاش کرد. همچنین گابریل لانگْ‌فلِد، معتقد بود که شخص ویدکون کوئیسلینگ نیز می‌بایست تحت معاینه کامل روانپزشکان قرار می‌گرفت.

## عقاید انسان‌گرایی، سفرها و پایان زندگی
گابریل لانگفلد در سالهای نوجوانی گرایش مذهبی داشت اما به تدریج با گذشت زمان، دیدی واقعی نسبت به زندگی پیدا کرد. در هنگام تأسیس انجمن  سکولاریستی انسان باوران در نروژ در سال ۱۹۵۶ میلادی وی، ریاست این انجمن را تا سال ۱۹۶۲ عهده‌دار بود. در سال ۱۹۶۲ میلادی زمانی که سومین گردهم آیی بین‌المللی انجمن‌های انسان گرای جهان، در نروژ برگزار شد، گابریل لانگفلد، ریاست هیئت نمایندگی نروژ را بر عهده داشت.

گابریل لانگفلد، در طول زندگی خود، سفرهای زیادی داشته‌است. بعضی از این سفرها در ارتباط با تحصیل و بعضی دیگر به اقتضای فعالیت شغلی او بودند. از جمله در سال ۱۹۴۸ وی با بورس تحصیلی به ایالات متحده آمریکا سفر کرد. بین سالهای ۱۹۵۲ تا ۱۹۵۳ میلادی، گابریل لانگفلد، استاد مهمان در دانشگاه ایلینوی در اربانا-شمپین بود. در سال ۱۹۶۰ وی از تعدادی از کشورهای اروپایی به نمایندگی از شورای تحقیقات نروژ بازدید کرد.
به علاوه گابریل لانگفلد، با اشخاص سرشناسی، از جمله آلبرت شوایتزر مکاتباتی داشته‌است. بخش عمده مکاتبات وی با آلبرت شوایتزر، برنده جایزه صلح نوبل در سال ۱۹۵۲ میلادی، بین سالهای ۱۹۶۰ تا ۱۹۶۵ میلادی انجام شده‌است.

گابریل لانگفلد، ۳ بار در زندگی خود ازدواج کرد. او همچنان در ۸۰ سالگی مشغول فعالیت در حرفه خود بود و سرانجام در ۸۷ سالگی در تاریخ ۲۸ اکتبر ۱۹۸۳ در اسلو پایتخت نروژ در گذشت.